# Šire rovinjsko područje
Šire rovinjsko područje este o arie protejată (sit de importanță comunitară — SCI) din Croația întinsă pe o suprafață de 10.194,72 ha, integral pe uscat.

## Localizare
Centrul sitului Šire rovinjsko područje este situat la coordonatele 45°03′40″N 13°43′41″E / 45.061022°N 13.728093°E.

## Înființare
Situl Šire rovinjsko područje a fost declarat sit de importanță comunitară în iulie 2013 pentru a proteja 3 specii de animale.

## Biodiversitate
Situată în ecoregiunea mediteraneană, aria protejată conține 5 habitate naturale: Pseudostepă cu ierburi și specii anuale de Thero-Brachypodietea, Pășuni mediteraneene udate de apa mării (Juncetalia maritimi), Peșteri inaccesibile publicului, Lagune de coastă, Vegetație anuală la limita mareei.
La baza desemnării sitului se află mai multe specii protejate de  reptile (3): șarpele cu patru dungi (Elaphe quatuorlineata), țestoasa de baltă (Emys orbicularis), țestoasă bănățeană (Testudo hermanni).
Pe lângă speciile protejate, pe teritoriul sitului au mai fost identificate 3 specii de plante, 1 specie de nevertebrate.